# Sotoserrano
Sotoserrano é um município da Espanha na província de Salamanca, comunidade autónoma de Castela e Leão, de área 57,69 km² com população de 662 habitantes (2007) e densidade populacional de 12,38 hab/km².

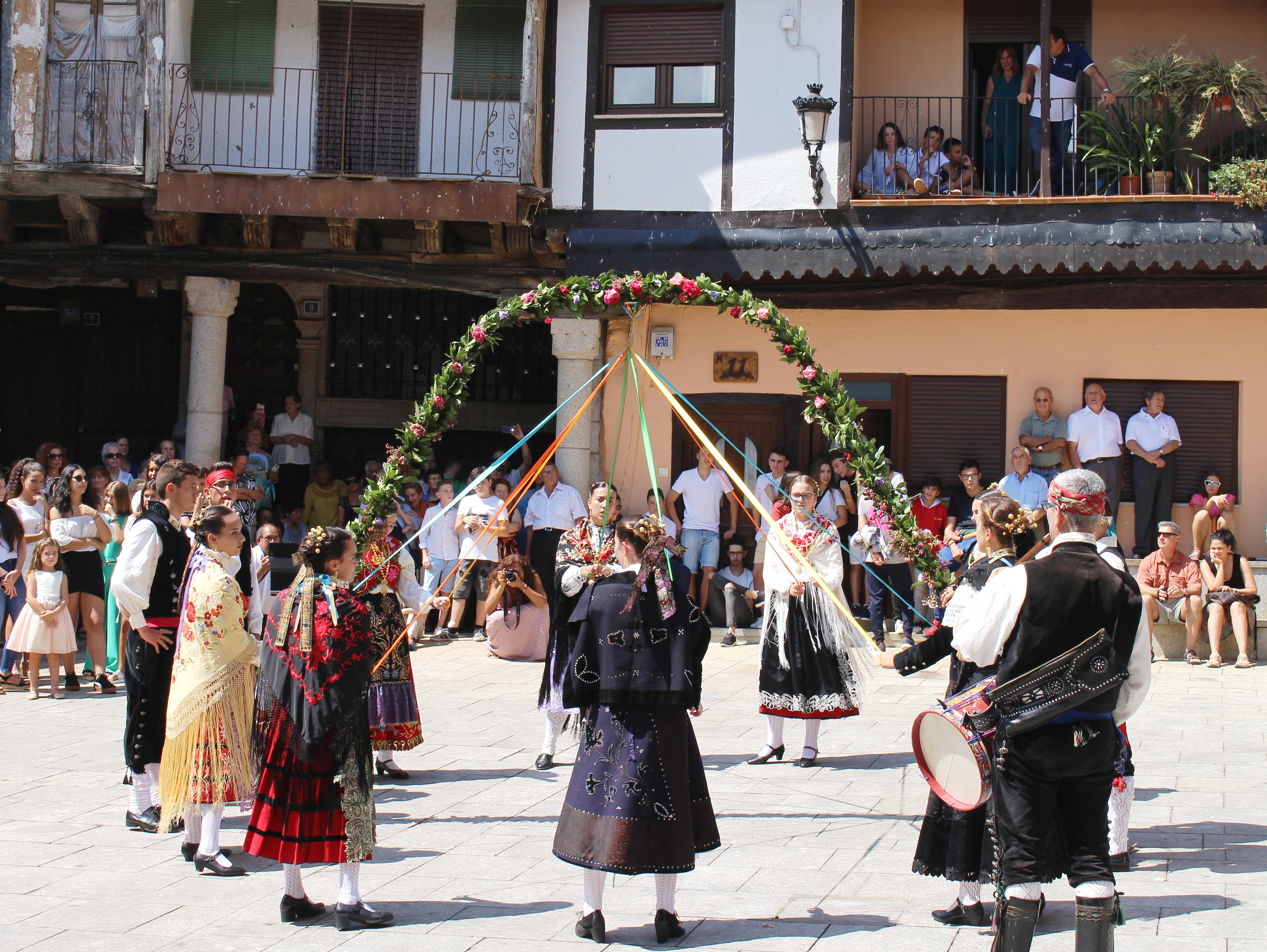
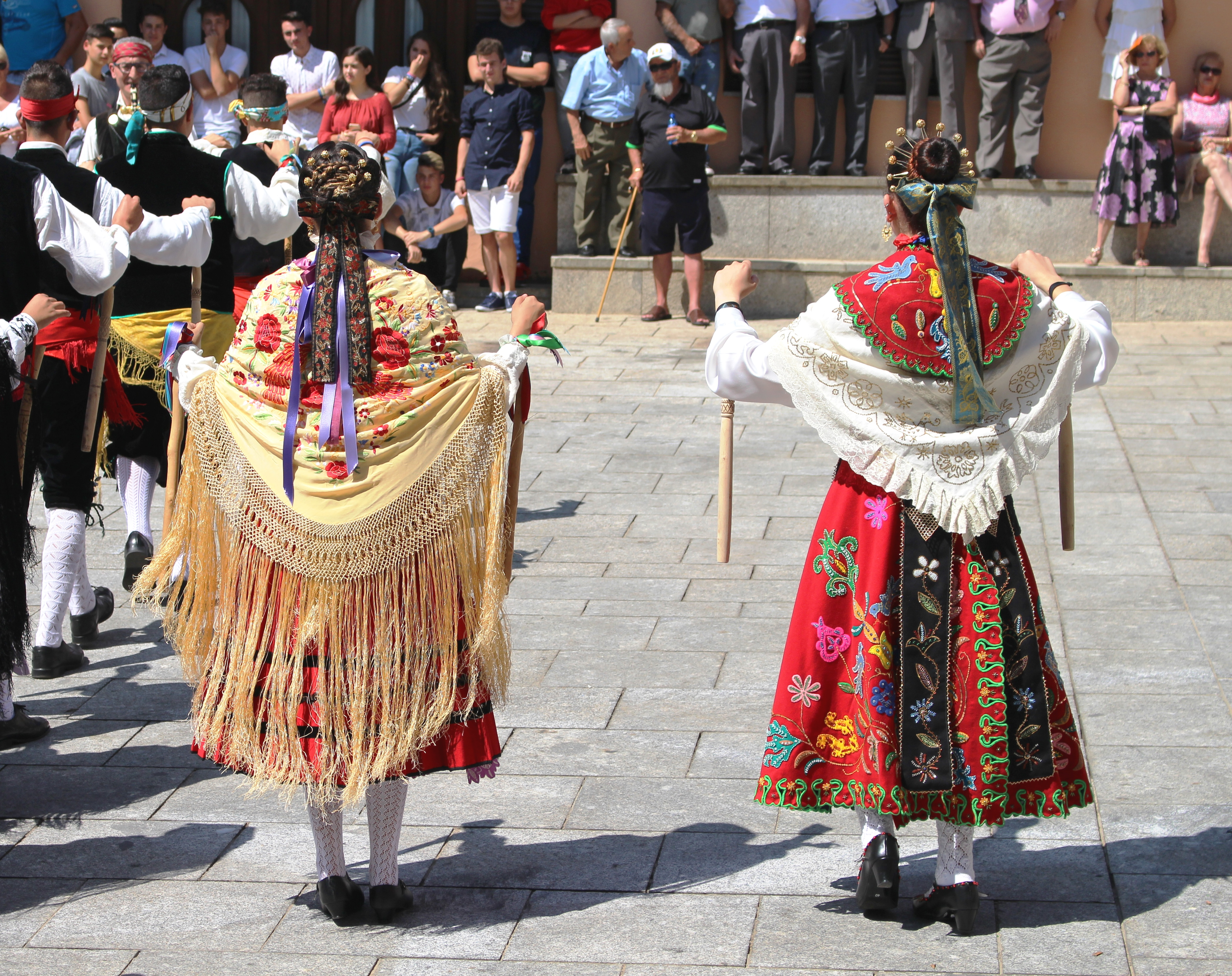
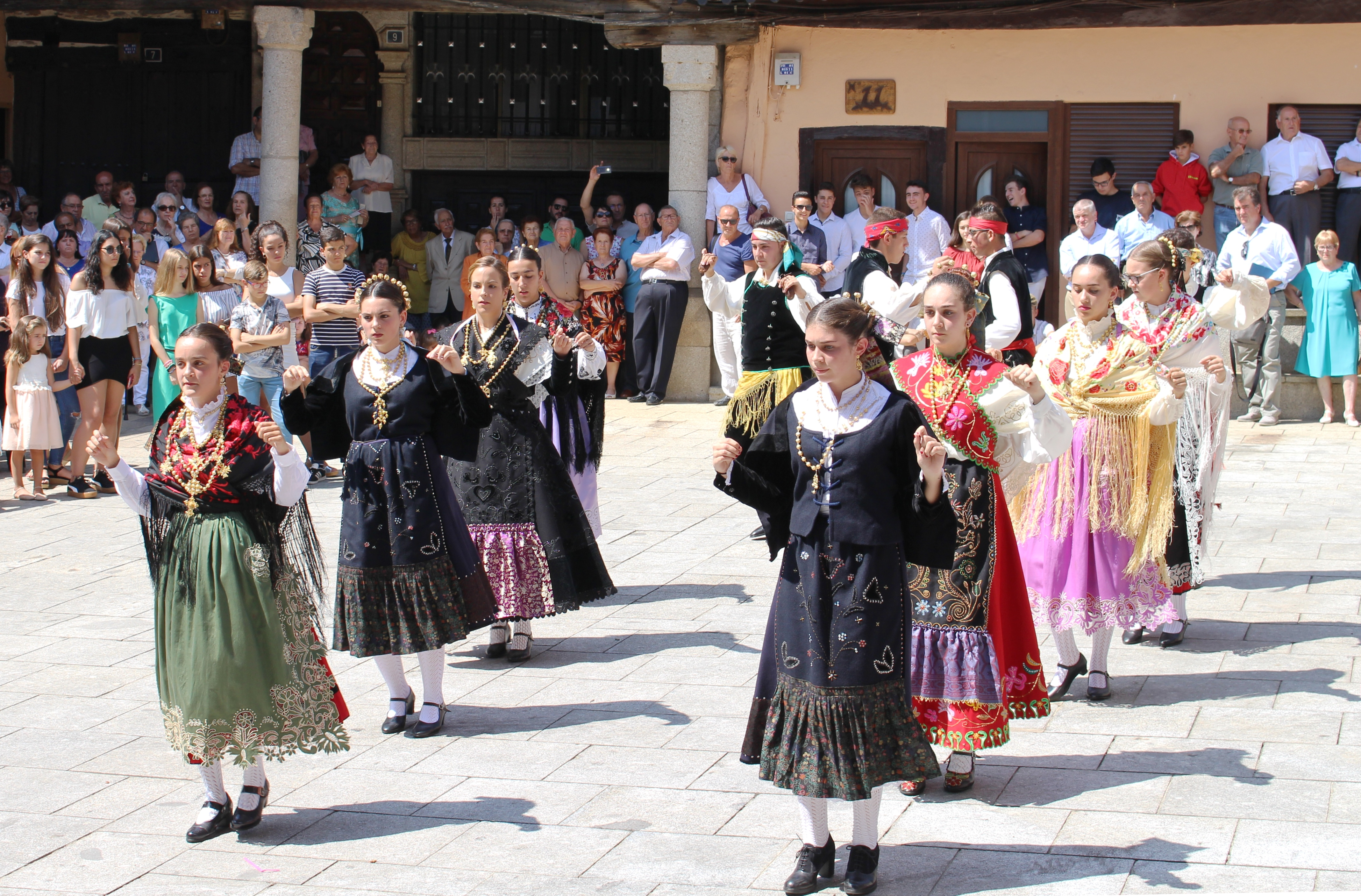

## Demografia
| Variação demográfica do município entre 1991 e 2004 | Variação demográfica do município entre 1991 e 2004 | Variação demográfica do município entre 1991 e 2004 | Variação demográfica do município entre 1991 e 2004 |
| --------------------------------------------------- | --------------------------------------------------- | --------------------------------------------------- | --------------------------------------------------- |
| 1991                                                | 1996                                                | 2001                                                | 2004                                                |
| 811                                                 | 716                                                 | 702                                                 | 712                                                 |